# توري كيتلز
توري كيتلز (بالإنجليزية: Tory Kittles)‏ هو ممثل أمريكي، ولد في 2 أغسطس 1975 بلوتي في الولايات المتحدة.

## أعمال

### أفلام
- (2002) كبينة الهاتف[1]
- (2007) التالي[2]
- (2013) سقوط البيت الأبيض

### مسلسلات
- المستعمرة
- ميامي
- هاوس

## وصلات خارجية
- توري كيتلز على موقع IMDb (الإنجليزية)
- توري كيتلز على موقع ألو سيني (الفرنسية)
- توري كيتلز على موقع تيرنر كلاسيك موفيز (الإنجليزية)
- توري كيتلز على موقع أول موفي (الإنجليزية)
- توري كيتلز على موقع قاعدة بيانات الأفلام السويدية (السويدية)
- توري كيتلز على موقع قاعدة بيانات الفيلم (الإنجليزية)
- توري كيتلز على موقع كينوبويسك (الروسية)